# 窦性心律

窦性心律的示意图，图中显示标准波、段及间期。

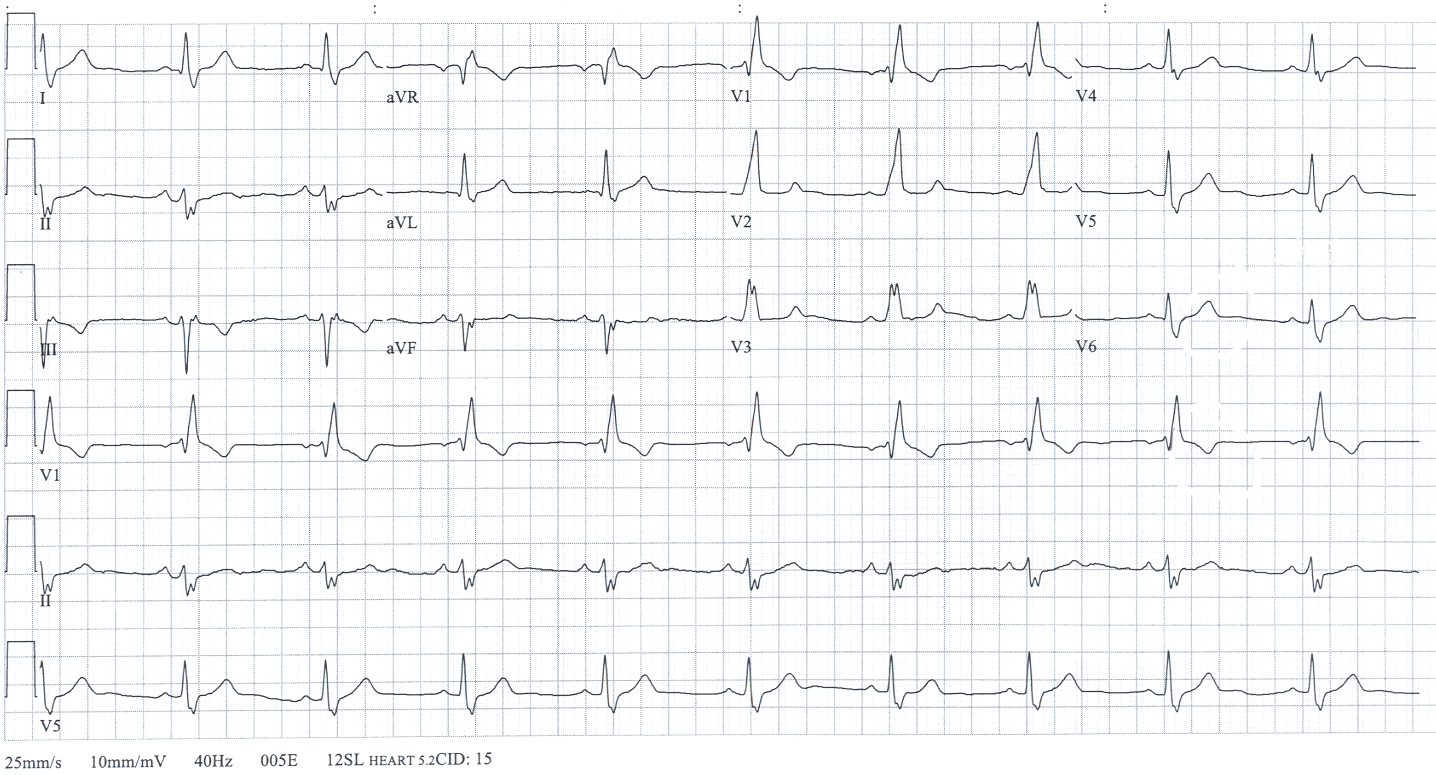
带有双分支阻滞症状的窦性心律的ECG例子

心律（heart rhythm，cardiac rhythm）是心搏的节律；正常心脏的收缩和舒张有力且有序，收缩和舒张的时间比例均匀，因而正常心搏应具有规则且协调的节律。
窦性心律（sinus rhythm）是每个心动周期的起搏冲动（去极化）均由窦房结发出，引起心房、心室先后有序地兴奋、收缩和舒张的节律性变化。其特点是心电图（ECG）中展示方向正确的P波。窦性心律是心脏正常活動的指標之一，顯示心臟啟動去極化的位置正確。
正常窦性心律（normal sinus rhythm，NSR）是在窦性心律的前提下，ECG中显示的其他指标也在正常范围之内的心律。正常窦性心律是当人的心臟電傳導系統正常工作时，心电图的典型图形（右图）。然而，对于某些患者群体和特定临床背景而言，其他“不正常”的窦性心律才是正常的。因此“正常窦性心律”也有时被考虑为术语的滥用。
其他类型的窦性心律包括窦性心动过速、窦性心动过缓以及窦性心律失常。窦性心律也有可能和其他的心律失常一并显示在ECG上。